# Курбулик
Курбулик (рос. Курбулик) — селище Баргузинського району, Бурятії Росії. Входить до складу Міського поселення Селище Усть-Баргузин.
Населення — 101 особа (2015 рік).